# Элеутерококк
Элеутероко́кк (лат. Eleutherococcus, от др.-греч. ἐλεύθερος κόκκος «свободное семечко») — род растений семейства Аралиевые, включающий около 30 видов колючих кустарников и деревьев. Встречается в восточной Азии, от юго-восточной Сибири и Японии на юг до Филиппин, с наибольшим разнообразием на территории центрального и западного Китая.

## Хозяйственное значение и применение
Некоторые виды, в особенности элеутерококк колючий (Eleutherococcus senticosus), применяются в медицине (препараты элеутерококка колючего считаются адаптогеном). Препараты элеутерококка не имеют научных доказательств эффективности в заявленном спектре действия, как и другие адаптогены.
Элеутерококк используют при низком кровяном давлении, физическом и умственном переутомлении, слабости организма как сильное тонизирующее средство. Нельзя применять при повышенной нервной возбудимости, гипертонии, нарушениях сна, острых инфекционных заболеваниях, лихорадке.
Несколько видов используются в качестве декоративных садовых кустарников.
Экстракт элеутерококка колючего входит в состав напитка «Байкал».

## Виды
По информации базы данных The Plant List, род включает 37 видов:
- Eleutherococcus baoxinensis (X.P.Fang & C.K.Hsieh) P.S.Hsu & S.L.Pan
- Eleutherococcus brachypus (Harms) Nakai
- Eleutherococcus cissifolius (Griff. ex C.B.Clarke) Nakai
- Eleutherococcus cuspidatus (G.Hoo) H.Ohashi
- Eleutherococcus divaricatus (Siebold & Zucc.) S.Y.Hu
- Eleutherococcus eleutheristylus (G.Hoo) H.Ohashi
- Eleutherococcus giraldii (Harms) Nakai
- Eleutherococcus henryi Oliv.
- Eleutherococcus higoensis (Hatus.) H.Ohba
- Eleutherococcus hypoleucus (Makino) Nakai
- Eleutherococcus japonicus (Franch. & Sav.) Nakai
- Eleutherococcus lasiogyne (Harms) S.Y.Hu
- Eleutherococcus leucorrhizus Oliv.
- Eleutherococcus nanpingensis (X.P.Fang & C.K.Hsieh) P.S.Hsu & S.L.Pan
- Eleutherococcus nikaianus (Koidz. ex Nakai) H.Ohashi
- Eleutherococcus nodiflorus (Dunn) S.Y.Hu
- Eleutherococcus pilosulus (Rehder) C.H.Kim & B.Y.Sun
- Eleutherococcus pseudosetulosus C.H.Kim & B.Y.Sun
- Eleutherococcus pubescens (Pamp.) C.H.Kim & B.Y.Sun
- Eleutherococcus rehderianus (Harms) Nakai
- Eleutherococcus rufinervis (Nakai) S.Y.Hu
- Eleutherococcus scandens (G.Hoo) H.Ohashi
- Eleutherococcus senticosus (Rupr. & Maxim.) Maxim. — Элеутерококк колючий
- Eleutherococcus seoulensis (Nakai) S.Y.Hu
- Eleutherococcus sessiliflorus (Rupr. & Maxim.) S.Y.Hu — Элеутерококк сидячецветковый
- Eleutherococcus setchuenensis (Harms ex Diels) Nakai
- Eleutherococcus setulosus (Franch.) S.Y.Hu
- Eleutherococcus sieboldianus (Makino) Koidz.
- Eleutherococcus simonii (Simon-Louis ex Mouill.) Hesse
- Eleutherococcus spinosus (L.f.) S.Y.Hu
- Eleutherococcus stenophyllus (Harms) Nakai
- Eleutherococcus trichodon (Franch. & Sav.) H.Ohashi
- Eleutherococcus trifoliatus (L.) S.Y.Hu
- Eleutherococcus verticillatus (G.Hoo) H.Ohashi
- Eleutherococcus wardii (W.W.Sm.) S.Y.Hu
- Eleutherococcus wilsonii (Harms) Nakai
- Eleutherococcus xizangensis (Y.R.Li) H.Ohashi